# 브리기테 그로툼
브리기테 그로툼(독일어: Brigitte Grothum, 1935년 2월 26일 ~ )는 독일의 배우이다.